# Theobald Taaffe, 1. Earl of Carlingford
Theobald Taaffe, 1. Earl of Carlingford (* um 1603; † 31. Dezember 1677) war ein irisch-royalistischer Peer und Offizier während der Kriege der Drei Königreiche.

## Leben
Er war das älteste der fünfzehn Kinder von John Taaffe, 1. Viscount Taaffe, aus dessen Ehe mit Anne Dillon, Tochter des Theobald Dillon, 1. Viscount Dillon.
1639 wurde er als Abgeordneter für das County Sligo ins House of Commons des irischen Parlaments gewählt. Beim Tod seines Vaters erbte er dessen Adelstitel als 2. Viscount Taaffe und 2. Baron Ballymote, wurde dadurch Mitglied des House of Lords des irischen Parlaments und schied aus dem House of Commons aus.
Zudem diente er als Offizier in der Armee. Er war Katholik und blieb, als 1641 der irische Aufstand begann, zunächst der Obrigkeit in Dublin treu. Später schloss er sich den irischen Konföderierten an und kommandierte 1644 eine Einheit katholischer irischer Rebellen in Connacht. Taaffe war ein Anhänger der gemäßigten Fraktion und unterstützte nachdrücklich ein Bündnis zwischen den Konföderierten und den irischen Royalisten. 1646 wurde er als Nachfolger von Donough MacCarty, 2. Viscount Muskerry, Gouverneur von Munster und erhielt damit das Kommando über die dortigen Truppen. Er konnte die Plünderung von Cashel nicht verhindern und unterlag 1647 in der Schlacht von Knocknanauss. Nach der Niederlage der Royalisten und Rückeroberung Irlands durch Oliver Cromwell begleitete Taaffe Karl II. ins Exil. Nach der Restauration erhob ihn König Karl II. am 26. Juni 1661 zum Earl of Carlingford.
In der Folgezeit wurde Taaffe wurde auf diplomatische Missionen zum Herzog von Lothringen und zum römisch-deutschen Kaiser geschickt, wodurch die Verbindung seiner Familie mit dem Haus Habsburg-Lothringen begründet wurde, die bis zum Ende der Habsburgermonarchie bestehen blieb.
Theobald Taaffe, 1. Earl of Carlingford, starb am 31. Dezember 1677 in Ballymote.

## Ehen und Nachkommen
Theobald Taaffe war zweimal verheiratet, zunächst mit Mary White, der Tochter von Sir Nicholas White, Gutsherr von Leixlip im County Kildare, und nach deren Tod in zweiter Ehe mit Anne Pershall, Tochter des Sir William Pershall, Gutsherr von Sugnal in Staffordshire. Aus der ersten Ehe gingen fünf Söhne hervor:
- William Taaffe, Viscount Taaffe († 1673);
- Hon. … Taaffe († vor 1673);
- Nicholas Taaffe, 2. Earl of Carlingford (⚔ 1690 in der Schlacht am Boyne), ⚭ Mary Weld;
- Francis Taaffe, 3. Earl of Carlingford (1639–1704), ⚭ 1676 Helena Maximiliana von Traudisch;
- Hon. John Taaffe (⚔ 1689 bei der Belagerung von Derry), Gutsherr von Calliaghstown im County Louth, ⚭ Lady Rose Lambart, Tochter des Charles Lambart, 1. Earl of Cavan.

Seine Witwe heiratete spätestens 1681 Randall Plunkett, 11. Baron Dunsany.